# Lambert (Mississippi)
Lambert è una town degli Stati Uniti d'America, situata nella contea di Quitman dello Stato del Mississippi.